# سیارک ۶۷۱
سیارک ۶۷۱ (به انگلیسی: 671 Carnegia، نامگذاری:1908DV) ششصد و هفتاد و یکمین سیارک کشف شده‌است که در ۲۱ سپتامبر ۱۹۰۸ و در وین کشف شد.
قدر مطلق سیارک برابر ۱۰٫۰۰ است.